# Dee Dee Ramone and the Chinese Dragons
Dee Dee Ramone and the Chinese Dragons fue un grupo de punk rock estadounidense, formado en 1992, por Dee Dee Ramone; bajista de la banda punk Ramones.  Se formó en marzo de 1992 y fue la segunda banda de post- Ramones para Dee Dee, a raíz del que músico ya llevaba varios proyecto en paralelo a su banda, pero todos terminaron siendo un fracaso. La banda estaba formada por Ramone en guitarra y voz, y por exmiembros de una banda local de Detroit llamada Liars, Cheats and Thieves; Richie Screech (también conocido como Richie Karaczynski) y Alan Valentine en guitarra y bajo respectivamente y Scott Goldstein en la batería.
Aunque este proyecto duró casi un año y no editaron un material oficial, la agrupación editó un simple de 7" pulgadas con dos canciones; en el lado A se encontraba el sencillo «What About Me», escrita por Ramone y un cover de New York Dolls, titulado «Chatterbox» y escrita por Johnny Thunders en el lado B.
Si bien la banda, ya contaba con reconocimiento a nivel internacional; solamente realizaron entre fines de 1992 y comienzos de 1993, giras enteramente entre Estados Unidos y Argentina.
Tras la separación de este grupo; Ramone daría inicio a su siguiente proyecto musical, llamado Dee Dee Ramone I.C.L.C..